# Сан-Маркос (Колумбия)
Сан-Маркос (исп. San Marcos) — город и муниципалитет на севере Колумбии, на территории департамента Сукре. Входит в состав субрегиона Сан-Хорхе.

## История
Поселение, из которого позднее вырос город, было основано в 1706 году. Муниципалитет Сан-Маркос был выделен в отдельную административную единицу в 1912 году.

## Географическое положение

Муниципалитет Сан-Маркос

Город расположен в юго-западной части департамента, в пределах Прикарибской низменности, на северном берегу озера Сьенага-Ла-Крус, на расстоянии приблизительно 71 километра к юго-юго-востоку (SSE) от города Синселехо, административного центра департамента. Абсолютная высота — 25 метров над уровнем моря.
Муниципалитет Сан-Маркос граничит на севере с территориями муниципалитетов Ла-Уньон и Каймито, на востоке— с муниципалитетом Сан-Бенито-Абад, на юге и западе — с территорией департамента Кордова. Площадь муниципалитета составляет 534,54 км².

## Население
По данным Национального административного департамента статистики Колумбии, совокупная численность населения города и муниципалитета в 2015 году составляла 57 071 человек.
Динамика численности населения муниципалитета по годам:
| 2005   | 2006   | 2007   | 2008   | 2009   | 2010   | 2011   | 2012   | 2013   | 2014   | 2015   |
| ------ | ------ | ------ | ------ | ------ | ------ | ------ | ------ | ------ | ------ | ------ |
| 50 679 | 51 282 | 51 868 | 52 473 | 53 094 | 53 720 | 54 364 | 55 032 | 55 698 | 56 384 | 57 071 |

Согласно данным переписи 2005 года мужчины составляли 50,8 % от населения Сан-Маркоса, женщины — соответственно 49,2 %. В расовом отношении белые и метисы составляли 69,9 % от населения города; индейцы — 15,4 %, негры, мулаты и райсальцы — 14,7 %.
Уровень грамотности среди всего населения составлял 76,7 %.

## Экономика
Основу экономики Сан-Маркоса составляет сельское хозяйство.

58,3 % от общего числа городских и муниципальных предприятий составляют предприятия торговой сферы, 33,4 % — предприятия сферы обслуживания, 7,3 % — промышленные предприятия, 1 % — предприятия иных отраслей экономики.